# 紅海平鯛
紅海平鯛為輻鰭魚綱鱸形目鱸亞目鯛科的其中一種，分布於西印度洋的紅海海域，棲息深度可達100公尺，體長可達35公分，棲息在淺海域，屬肉食性，以無脊椎動物為食，可做為食用魚。